# ボイヤン・スラット
ボイヤン・スラット (オランダ語: Boyan Slat 1994年7月27日 - )は、オランダの発明家、起業家。航空宇宙工学を専攻した後、海洋プラスチックの回収技術を開発する非営利団体オーシャン・クリーンアップを設立しCEOを務めている。

## プラスチック汚染への興味
1994年、スラットはオランダで生まれた。父方の先祖はクロアチア人の家系であった。16歳の時、ギリシャへ旅行したスラットは、ダイビングをしに行った海に大量のビニール袋が浮いているのを見て衝撃を受けるとともに、海流のみを利用してプラスチックごみを回収し除去する仕組みを思いついたという。その後高校で、海洋プラスチック汚染をテーマとして、なぜ海洋プラスチックの除去が不可能だとされているのか調査を行った。最終的にスラットは、海流を利用してプラスチックごみを受け止め回収するシステムを考案し、2012年にデルフトで開催されたTEDxで発表した。
スラットはデルフト工科大学に入って一度は航空宇宙工学を学んでいたものの、しばらくして海洋プラスチック汚染問題解決に集中することにした。2013年、スラットはオーシャン・クリーンアップを創業した。その後すぐに、彼のTEDxでのプレゼンが複数のニュースサイトで取り上げられ、話題となった。

## オーシャン・クリーンアップでの活動
2013年、スラットは非営利団体オーシャン・クリーンアップを設立し、CEOに就任した。この団体は、世界の海からプラスチックを取り除く技術の革新を目的とした。クラウドファンディングを通じて、160か国38,000人から2200万ドルの資金が集められた。2014年6月、オーシャン・クリーンアップは528ページの実現可能性調査報告書を公開した。しかしこれについては実現可能性に乏しいとする批判もあり、その一つであるDeep Sea Newsのウェブ記事はポピュラーサイエンス誌やガーディアン紙にも引用された。
2017年時点でオーシャン・クリーンアップはヨーロッパやシリコンバレーから数千万ドルの資金提供を受けている。出資者の中には、セールスフォース社CEOのマーク・ベニオフもいる。

### 清掃システム
オーシャン・クリーンアップの清掃システムは、横長の構造物を海上で走らせ、浮遊しているプラスチックごみを回収するというのを基本としている。最初に制作された「システム001」は、回収したごみを効果的に保持し続けられなかったばかりか、幅18メートルにおよぶ回収機に負荷がかかり、折れてしまった。001を改良して2019年に制作された「システム001/B」はプラスチック回収に成功し、最初の本番稼働で60袋分のごみを海から除去した。
2021年7月には、改良版の「システム002」が9,000kgのごみを回収した。2024年までには、20万kg近くを回収するに至った。スラットは、シンプルに装置をスケールアップしていくことで、コストや手間を抑えながらごみの回収効率向上を図っている。2023年7月に投入された「システム003」は幅2400メートルもの幅を持ち、ハワイ-カリフォルニア間のごみが集積している海域へ投入した。スラットは、このシステム003で、2040年までに全世界の海洋プラスチック90％除去を目標としている。

### インターセプタ―

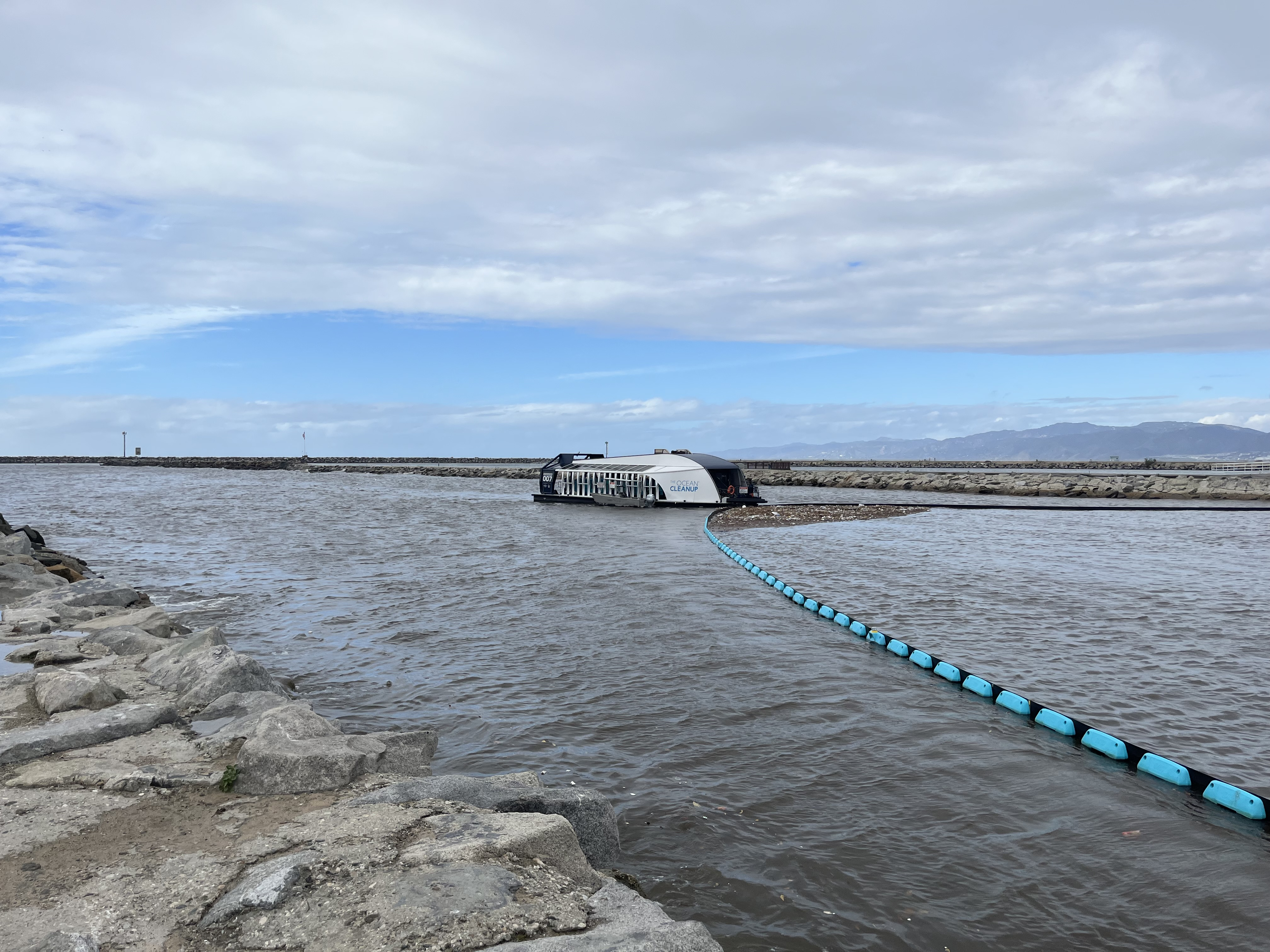
ロサンゼルスに設置されたインターセプタ―007（2022年12月）

他にもオーシャン・クリーンアップは、河川で受動的にごみ回収を行う装置「インターセプター」を開発している。スラットが引用した研究によれば、世界のプラスチック汚染のうち80％が、世界の汚染度上位1000位に入る河川から出ているという。「栓を閉め」、根本的に海洋へのプラスチック流出を減らすために開発された「インターセプタ―」は、艀のように浮き、太陽光のみを動力としてごみを回収するというもので、拡張性が高く全世界の河川に設置できるとされている。2022年半ばの時点で、インターセプターはインドネシア、マレーシア、ドミニカ共和国、ベトナムで導入されており、タイやアメリカ・ロサンゼルスでも設置が計画されている。

## 受賞歴
- 国際連合環境計画・地球大賞（英語版）（2014年11月）[26][27]
- 若手起業家賞（ノルウェー王ハーラル5世から受賞、2015年）[28]
- フォーブス30アンダー30（2016年）[29]
- ティール・フェローシップ（英語版）（PayPal共同創業者ピーター・ティールにより選出、2011年）[20]
- ヨーロピアン・オブ・ザ・イヤー（英語版）（リーダーズ・ダイジェスト誌により表彰、2017年2月）[30]
- ネーデルランダー・ファン・ヘット・ヤール2017 （"2017年今年のオランダ人"、エルゼヴィール（英語版）誌により選出、2017年）[31]
- レオナルド・ダ・ヴィンチ国際芸術賞（英語版）（2018年）
- ヨーロピアン・アントレプレナー・オブ・ザ・イヤー（ユーロニュースにより表彰、2018年）[32]
- Future 50（プロジェクトマネジメント協会により表彰、2020年）[33]